# تپه دشته
تپه دشته مربوط به هزاره اول قبل از میلاد است و در شهرستان همدان، بخش شراء، دهستان جیحون دشت، روستای دشته واقع شده و این اثر در تاریخ ۱۸ اسفند ۱۳۸۷ با شمارهٔ ثبت ۲۵۱۴۶ به‌عنوان یکی از آثار ملی ایران به ثبت رسیده است.